# Michel-Antoine de Saluces

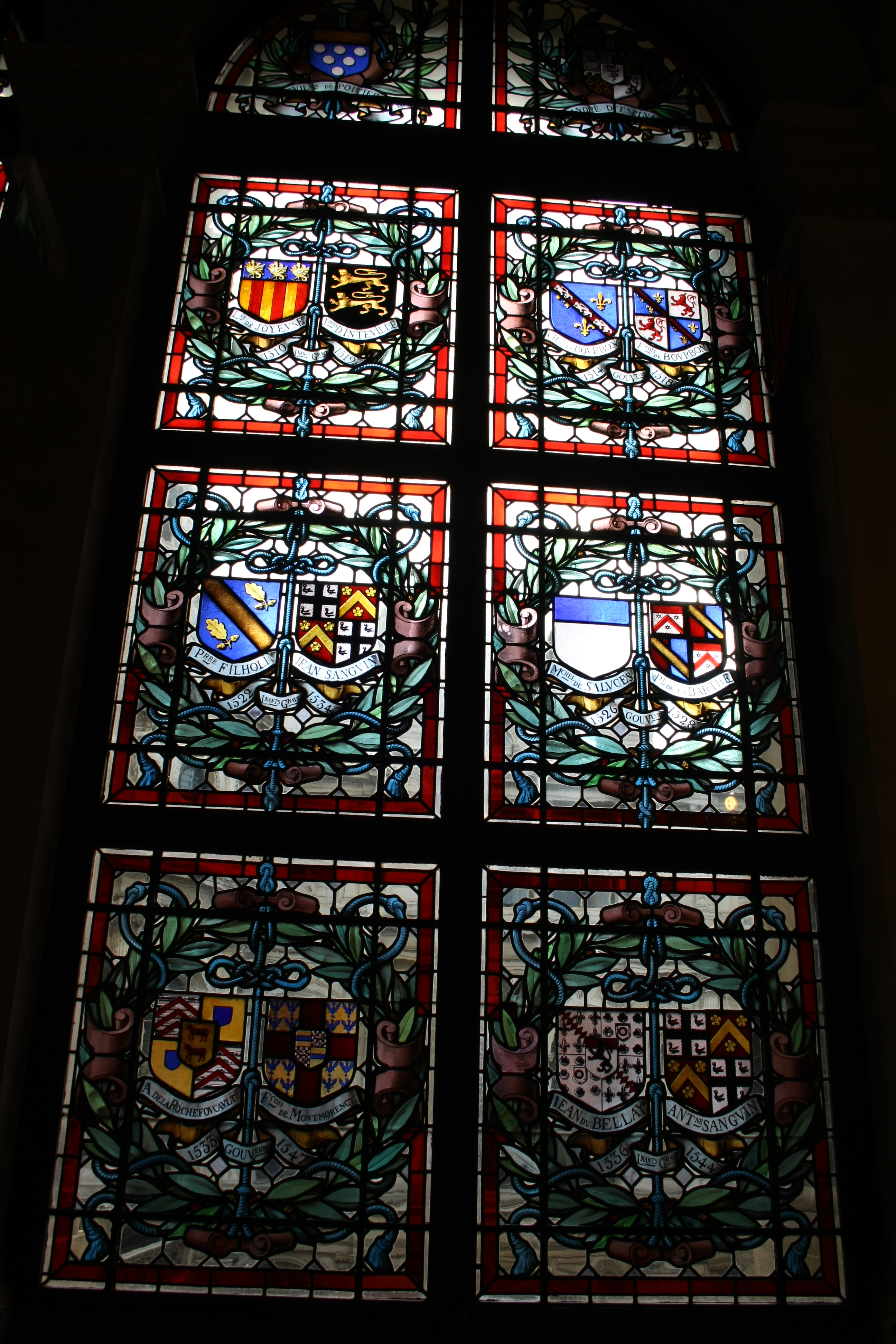
Armoiries de Michel-Antoine de Saluces

Michel-Antoine de Saluces (en italien : Michele Antonio Ludovico del Vasto ou Michelantonio di Saluzzo), né le 26 mars 1495 à Saluces et mort le 18 octobre 1528  à Aversa, est un homme de guerre piémontais au service du roi de France. Il succède à son père comme marquis de Saluces de 1504 à 1528 et exerce plusieurs gouvernements provinciaux en France et en Italie au nom du roi François Ier et reçoit l'Ordre de Saint-Michel avant 1527.

## Biographie
Fils aîné et successeur du marquis Ludovic II de Saluces et de son épouse Marguerite de Foix-Candale, régente jusqu'en 1526. Michel-Antoine est élevé à la cour de France, où il est nommé à l'âge de seulement 20 ans le 26 mars 1515, gouverneur du comté d'Asti. Capitaine de 100 hommes d'armes des ordonnances d'avril 1517 à avril 1527.
Comme son père Ludovic II, il  participe aux guerres d'Italie menées par Louis XII et François Ier Il devient Gouverneur du Milanais le 15 septembre 1524. Gouverneur de Savone en 1525, il  combat bravement  lors de la bataille de Pavie.
Il reçoit alors le Gouvernement du Dauphiné le 7 mai 1525, comte de Castres le 30 janvier 1526 et Amiral de Guyenne, il devient le dernier Gouverneur de Paris et de l'Île-de-France de mars 1526 à sa mort avant que les deux gouvernements soient séparés. Cette année-là capitaine à la tête de six mille hommes français, il libère  Plaisance occupée par les Impériaux, et l'année suivante Lieutenant général en Italie le 17 avril 1527, il occupe Bologne et Florence. Il  tente de s'opposer au Sac de Rome par les mercenaires de Charles III de Bourbon.
Battu par les Espagnols lors de la bataille d'Aversa, Michel-Antoine est grièvement blessé lors du bombardement de la  maison où il se trouvait. Selon ses dernières volontés, son corps est inhumé dans la Basilique Santa Maria in Aracoeli à Rome, mais son cœur est rapporté au Piémont. Cet épisode est évoqué dans une ballade « Il Testamento del Marchese di Saluzzo » qui rappelle les derniers moments de la vie du marquis, qui, en mourant, dicte ses ultimes volontés à ses soldats qui se pressent à son chevet. Cette chanson sous le titre « Il Testamento del Capitano » c'est-à-dire « Le Testament du capitaine » a été reprise quatre siècles plus tard par les Alpins pendant la Première Guerre mondiale.